# Уж (притока Прип'яті)
Уж, Уша — річка в Україні на Поліссі, у межах Житомирської та Київської областей; права притока Прип'яті (впадає у Київське водосховище).

## Характеристики

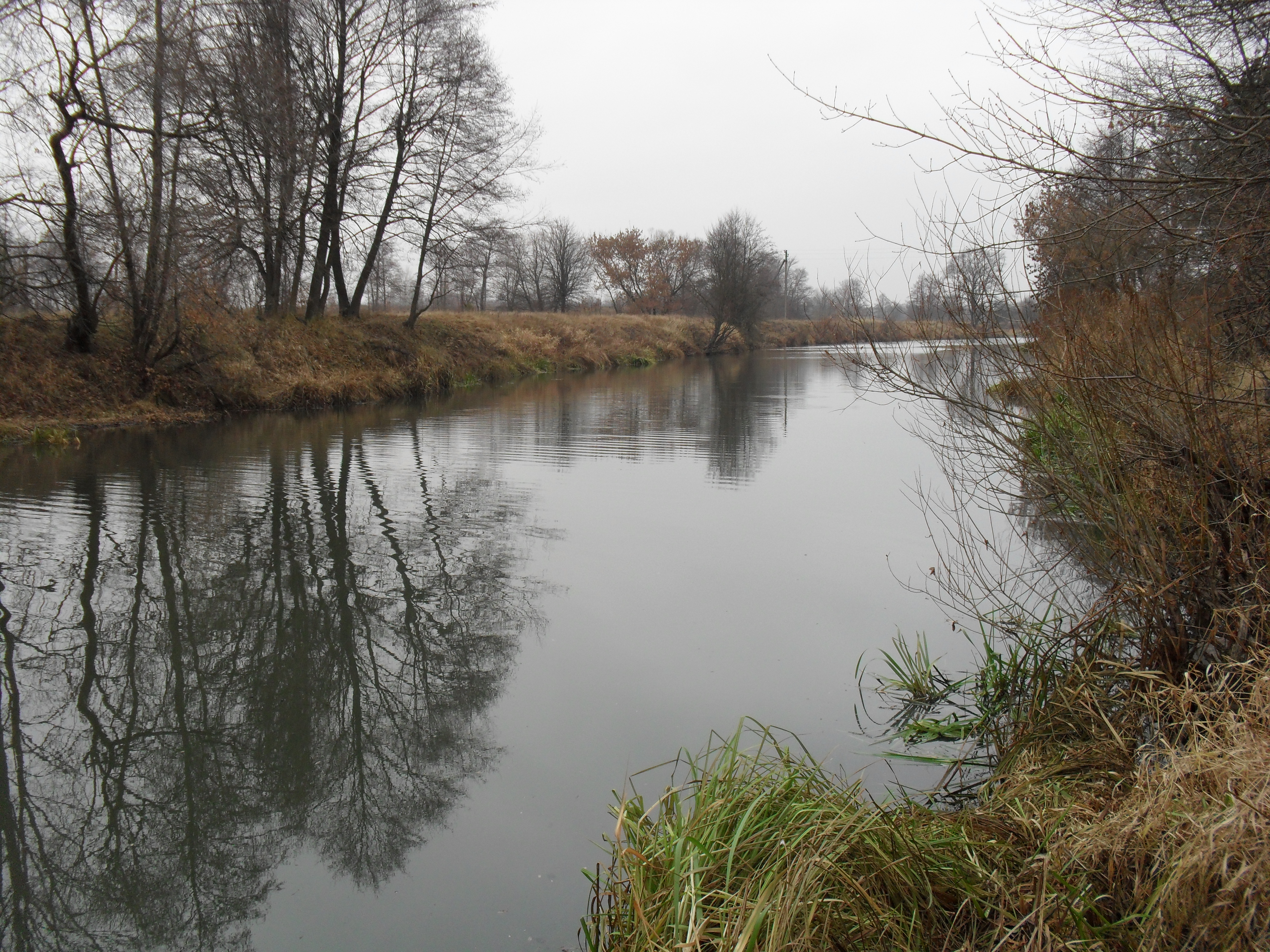
Річка Уж біля села Немирівка

Довжина річки Уж — 256 км (в межах Житомирської області — 159 км, в межах Київської області — 97 км), площа басейну — 8 080 км².
Ширина долини — від 1 до 7 км, річища — від 5 до 40 м.
Похил річки становить 0,47 м/км.
Живлення річки — переважно снігове; замерзає в грудні, скресає в кінці березня.
Мінералізація води р. Уж в середньому становить: весняна повінь — 126 мг/дм³; літньо-осіння межень — 198 мг/дм³; зимова межень — 214 мг/дм³.

## Притоки

Права притока Ужа річка Городивна у Барашах

### Ліві
Рожаниця, Бастова, Яструбень, Радич, Бедрійка, Крашевня, Могилянка, Гнилуша, Круглик, Кремно (ліва), Откасувка, Шестень, Жерев, Норинь, Грезля, Ілля.
- Безуд — ліва притока у Звягельському районі Житомирської області. Бере початок на південно-східній околиці села Великого Яблунця. Тече переважно на південний схід і на південній околиці Рясного впадає у річку Уж. Населені пункти вздовж берегової смуги: Неділище[2][3].

- Без назви — річка у Народицькому районі Житомирської області. Довжина річки 10 км. Площа басейну 16,8 км². Бере початок на південному заході від Снитища. Тече переважно на південний схід і впадає в Уж біля колишнього села Старе Шарне[4].

- Лозниця (Лізниця) — річка у Звягельському районі Житомирської області. Бере початок у межах селища Яблунця. Тече переважно на південний схід через Кам'янку (колишнє Баскаки) і впадає у річку Уж.[3][5]

### Праві
Бродець, Хотоза, Хотиш, Білка, Нерч, Сінтірка, Саженка, Кремно (права), Славута, Синявка, Моства, Лозниця (права верхня), Катешна, Олешня, Кам'янка, Котячий, Лозниця (права нижня), Ослів, Звіздаль, Бобер, Рядинка, Вересня.
- Городивна — річка у Звягельському районі Житомирської області. Бере початок на північночі від Киянки, тече переважно на північний захід і впадає в Уж у Барашах.[6][7][8][9].

- Расен — річка у Звягельському районі Житомирської області. Бере початок на північному заході від Дуги. Тече переважно на північний захід через Зеленицю і на південно-східній околиці Рясного впадає у річку Уж.[10]

- Калинівка — бере початок на північному сході від Ходаків. Тече переважно на північний захід понад Купечем і впадає в Уж на південній стороні від Барди.

- Жабич (Жабіч, Жабеч) — річка у Коростенському районі Житомирської області. Бере початок на південному заході від села Булахівка. Тече на північний захід і в селі Дідковичі впадає в річку Уж[11][12][9].

## Географія протікання
Витоки річки Уж розташовані на південний захід від села Сорочень, тече в межах Житомирської області спочатку на північний захід, згодом різко повертає на північний схід, у межах Київської області тече переважно на схід.
Уж впадає до Прип'яті на південно-східній околиці міста Чорнобиля.
Загалом протікає в межах Звягельського, Коростенського районів Житомирської області та Вишгородського (колишнього Поліського й Іванківського (колишнього Чорнобильського)) районів Київської області.

## Населені пункти і використання
Над Ужем розташовані міста Коростень, Чорнобиль.
Річкові води використовуються для водопостачання і (в минулому) сплаву лісу.

## Галерея

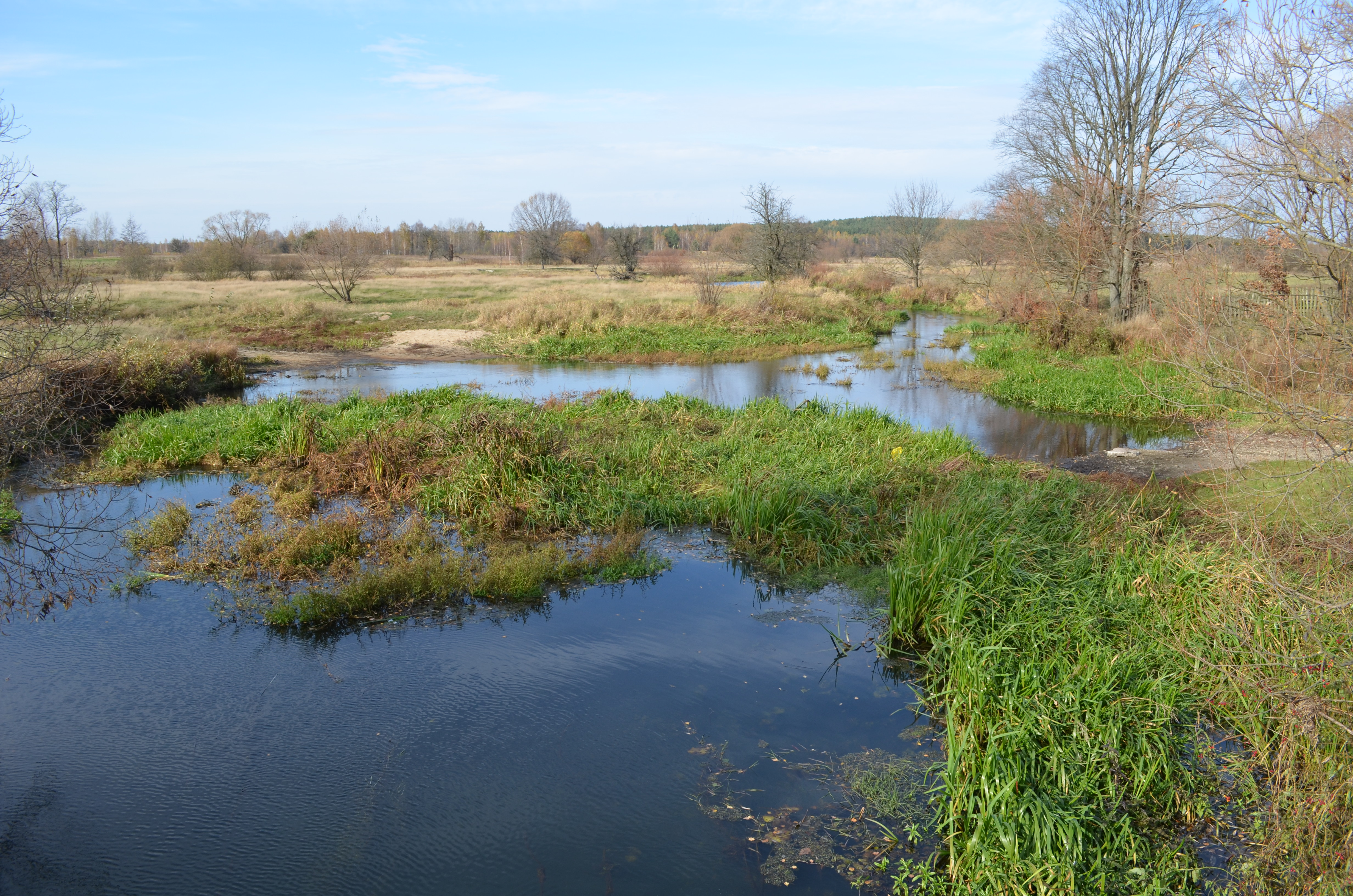
Уж у с. Рудня-Білківська
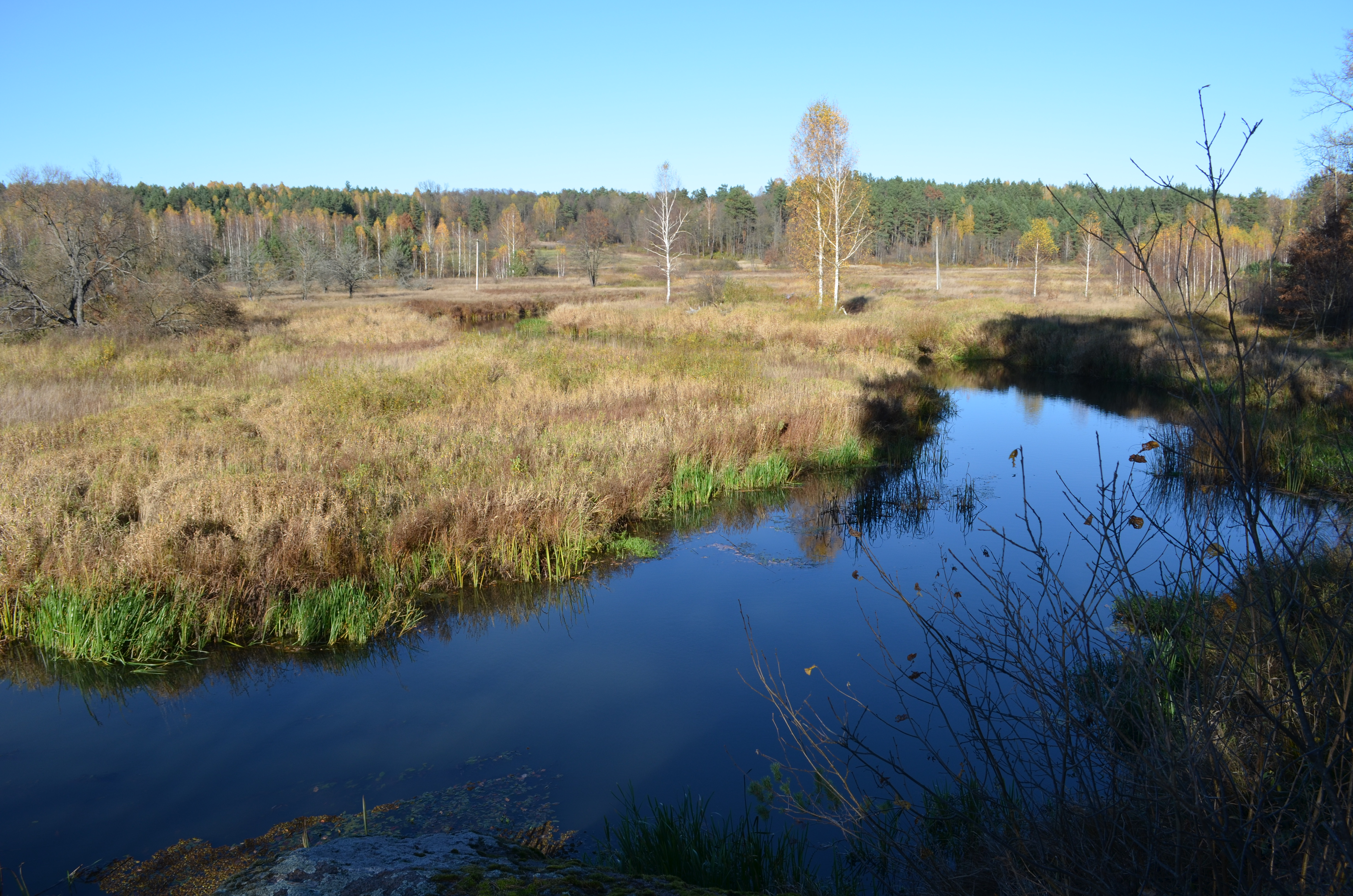
Річка Уж поблизу с. Сантарка
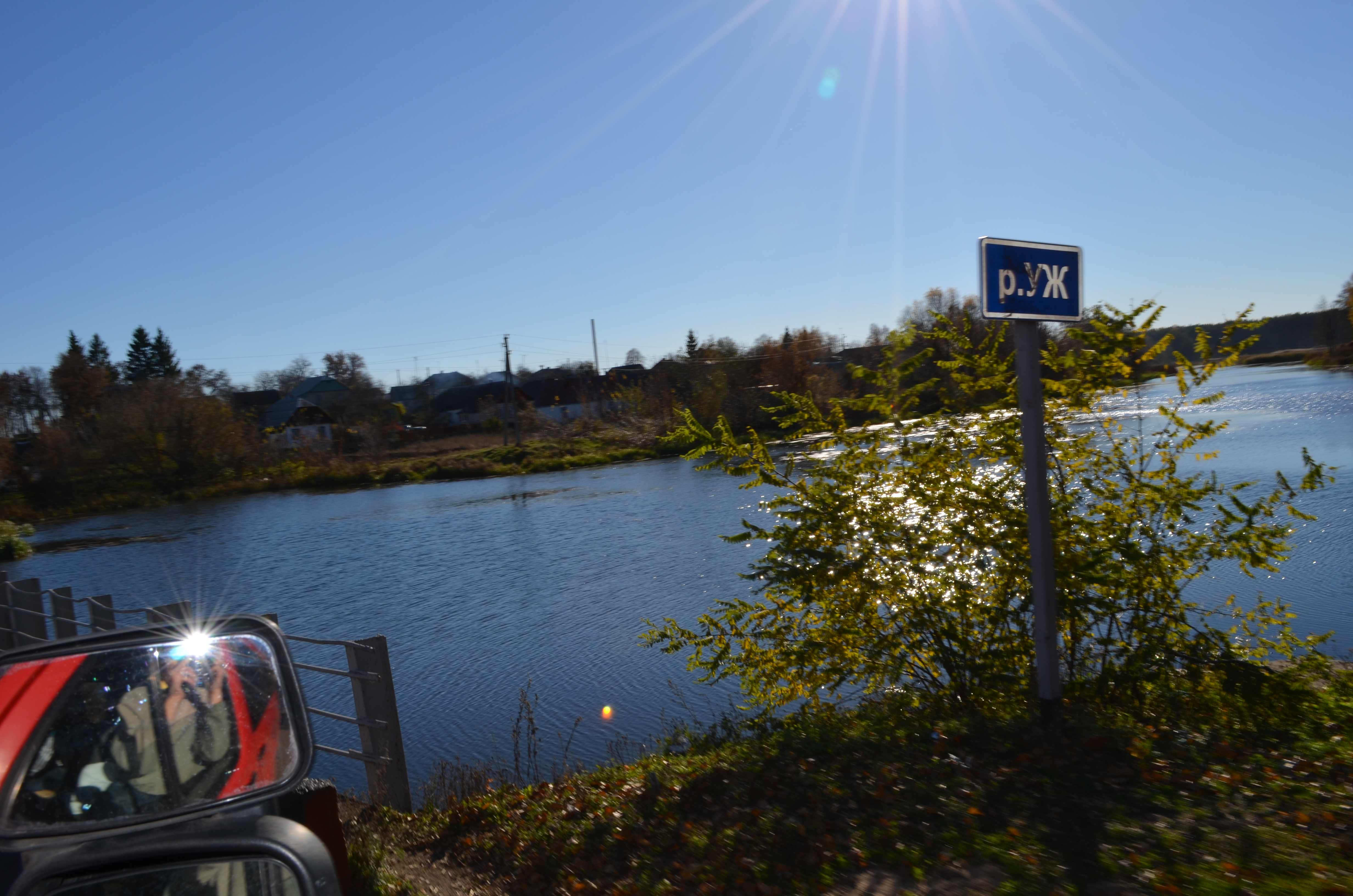
Міст через р. Уж між селами Ушомир та Рудня-Ушомирська
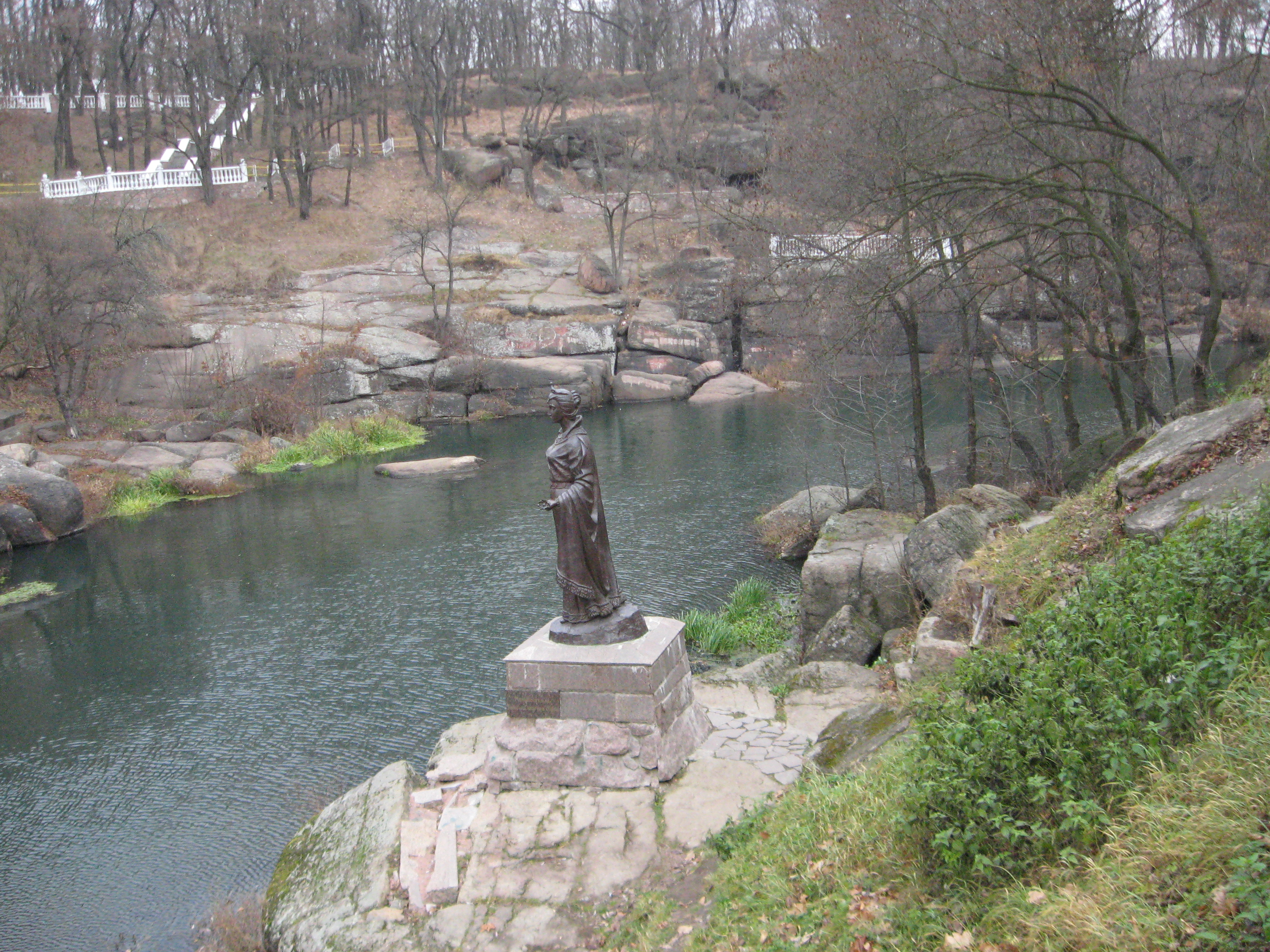
Купальня Княгині Ольги в м. Коростень
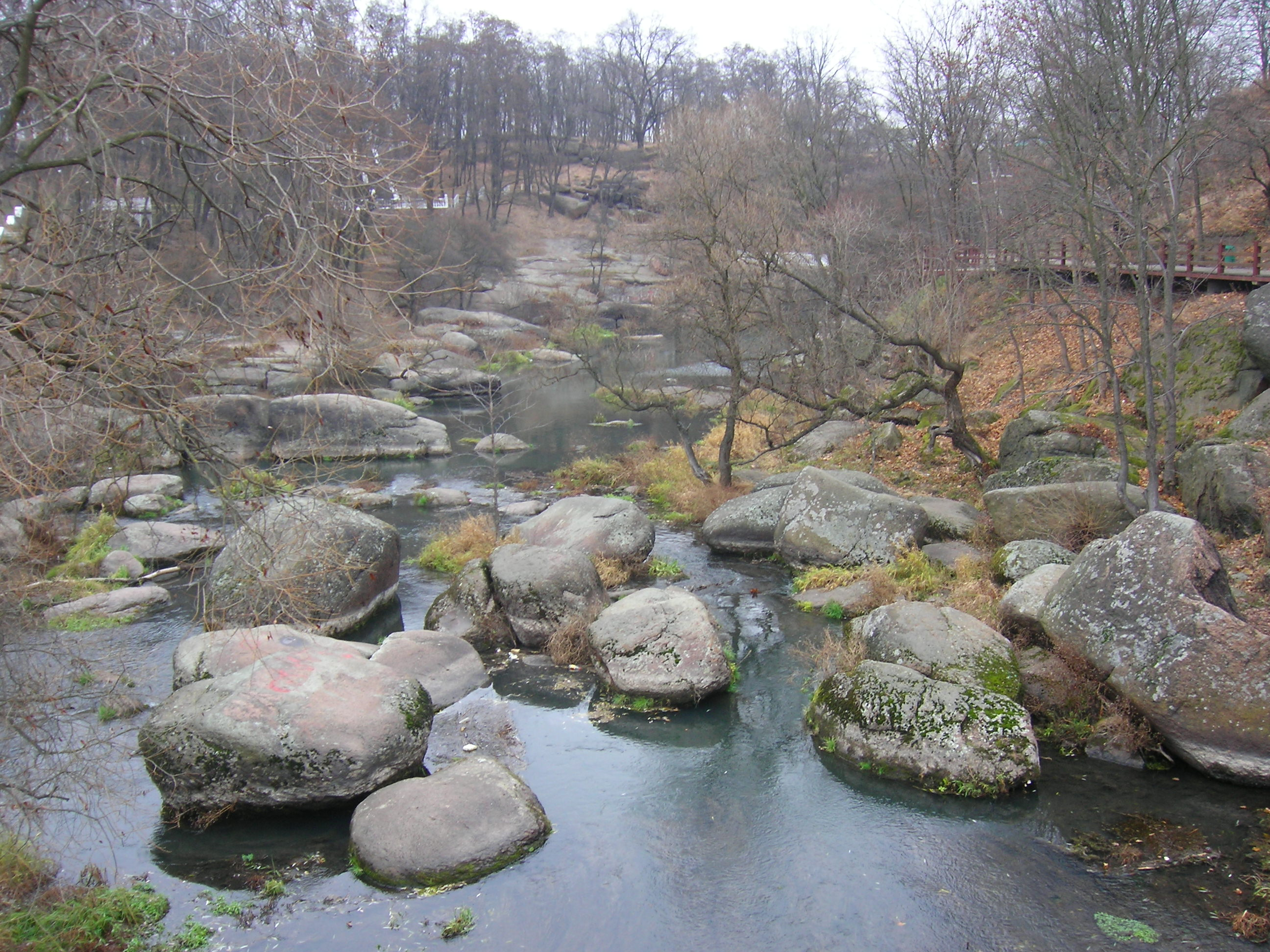
Річка Уж у Коростені
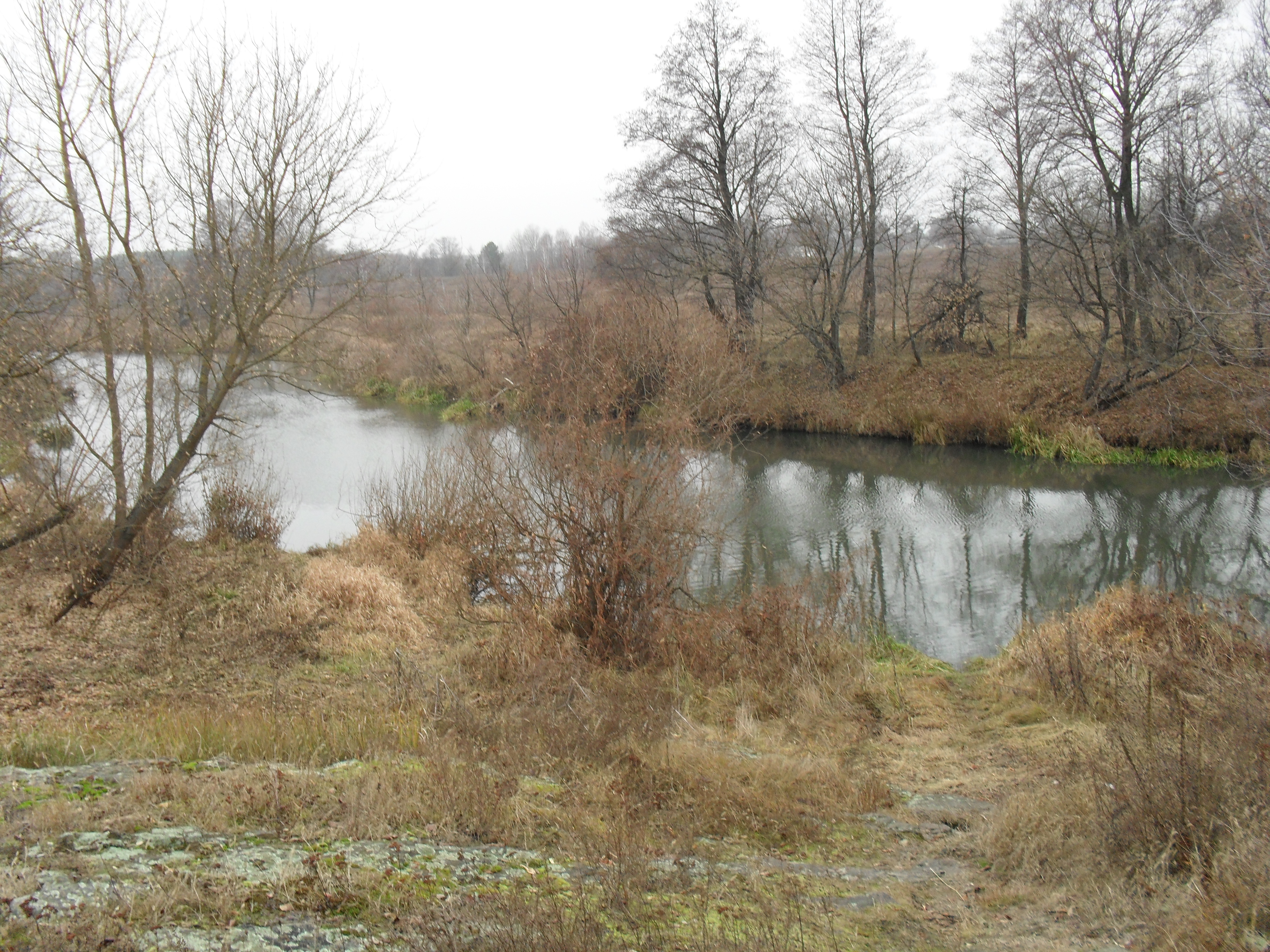
Уж у с. Немирівка
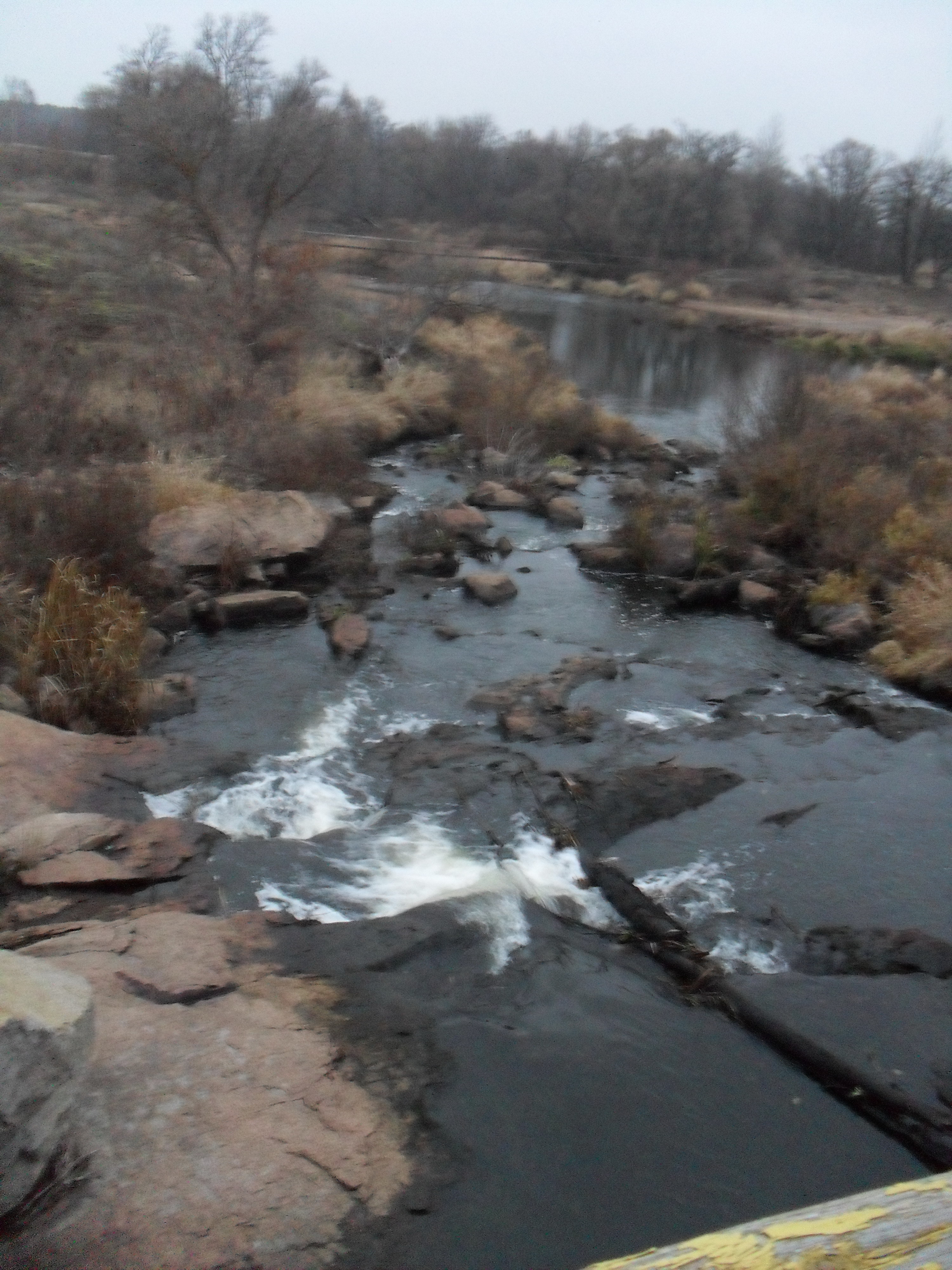
Уж у с. Межирічка
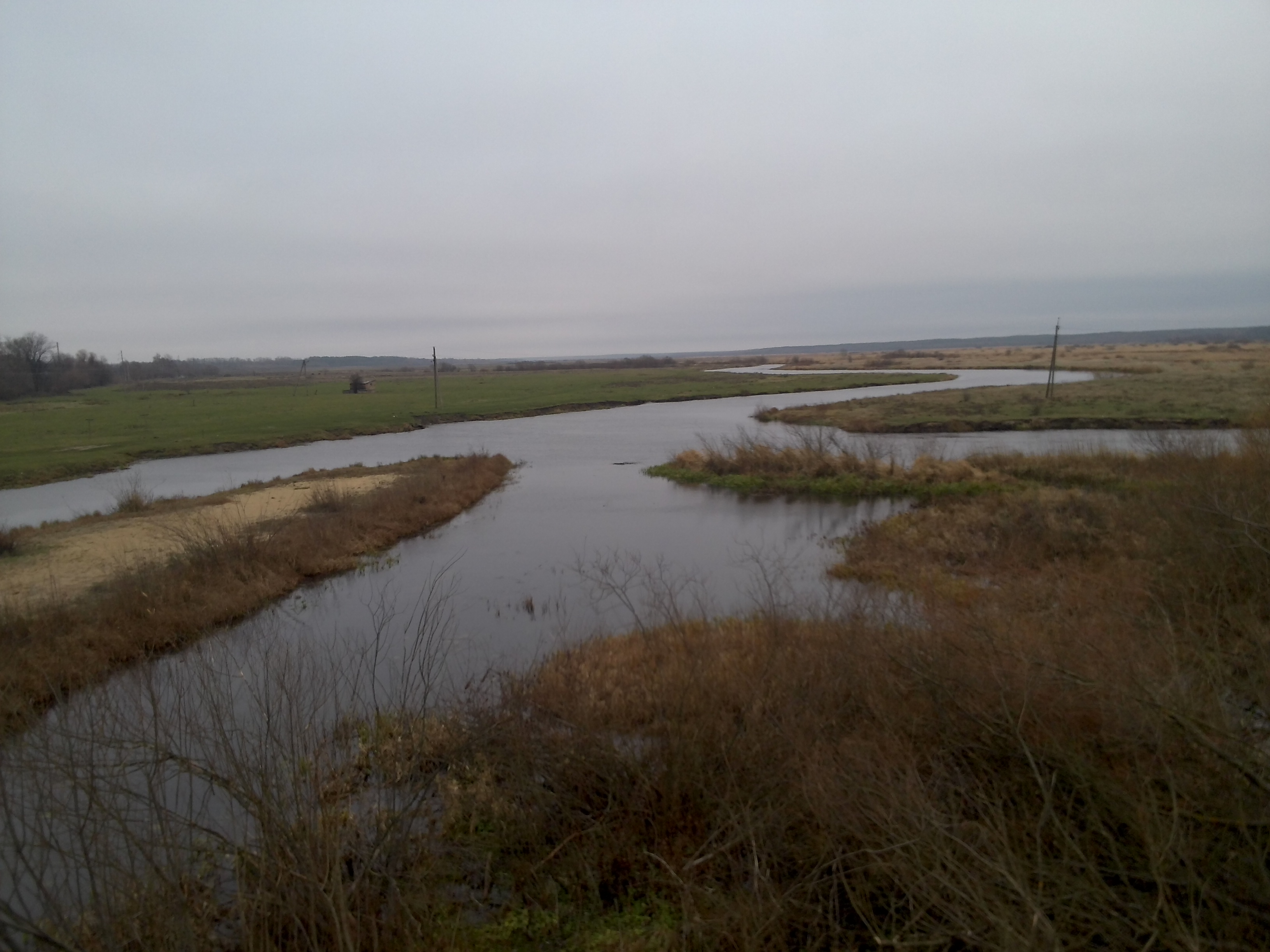
Річка Уж у смт Народичі
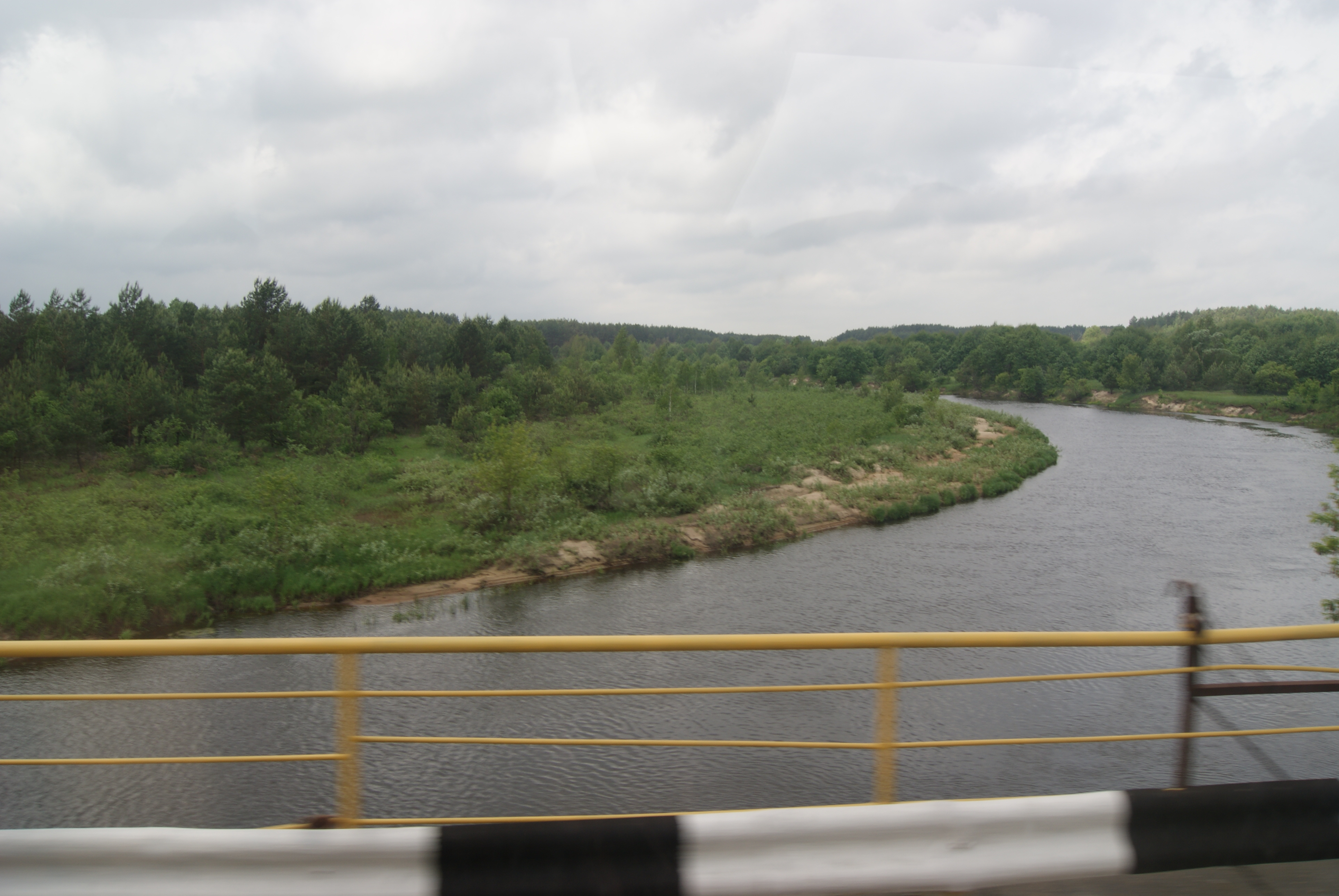
Річка Уж у Чорнобильській зоні відчуження
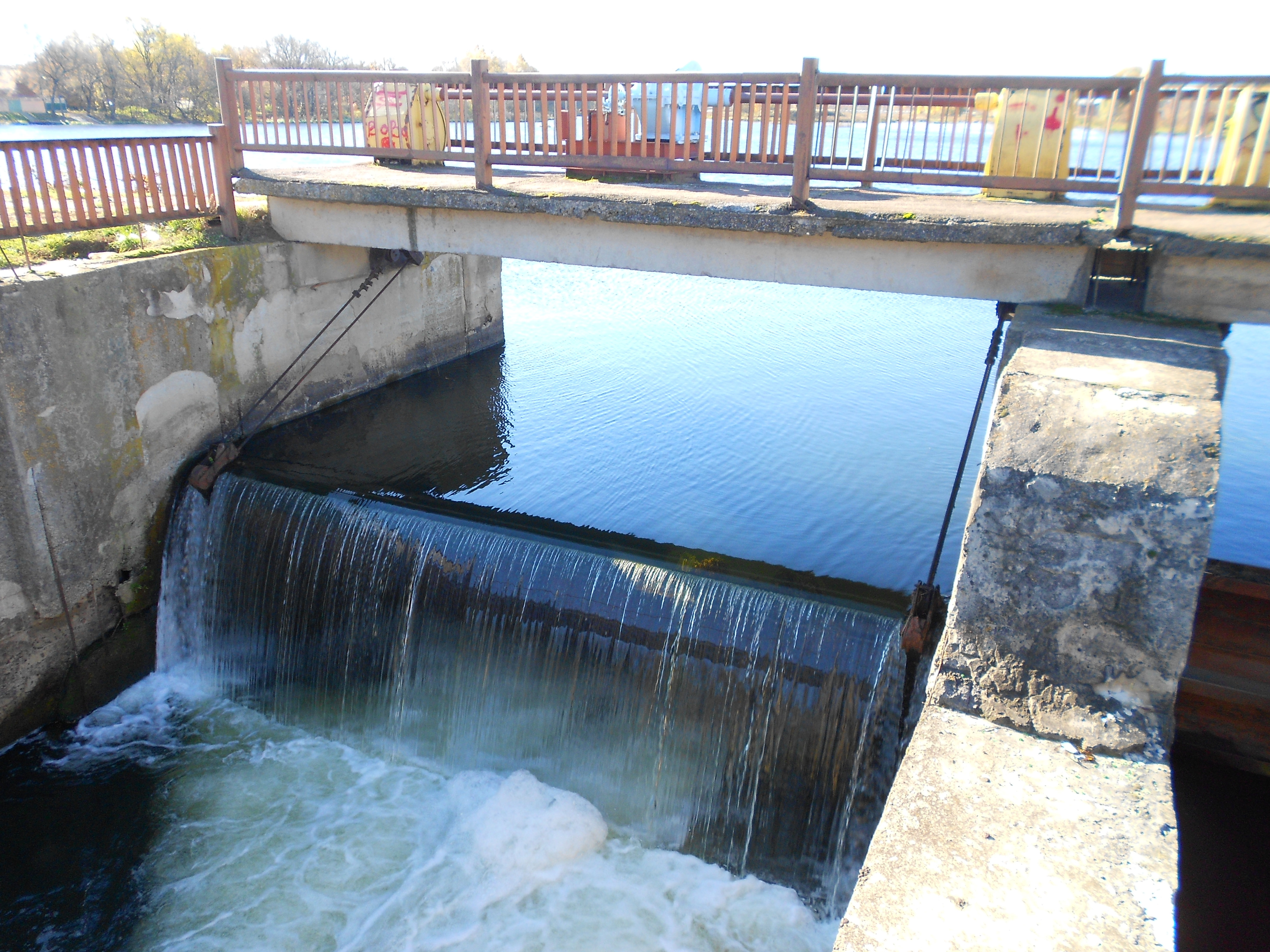
Спуск води із греблі біля села Поліське (Коростенський район)
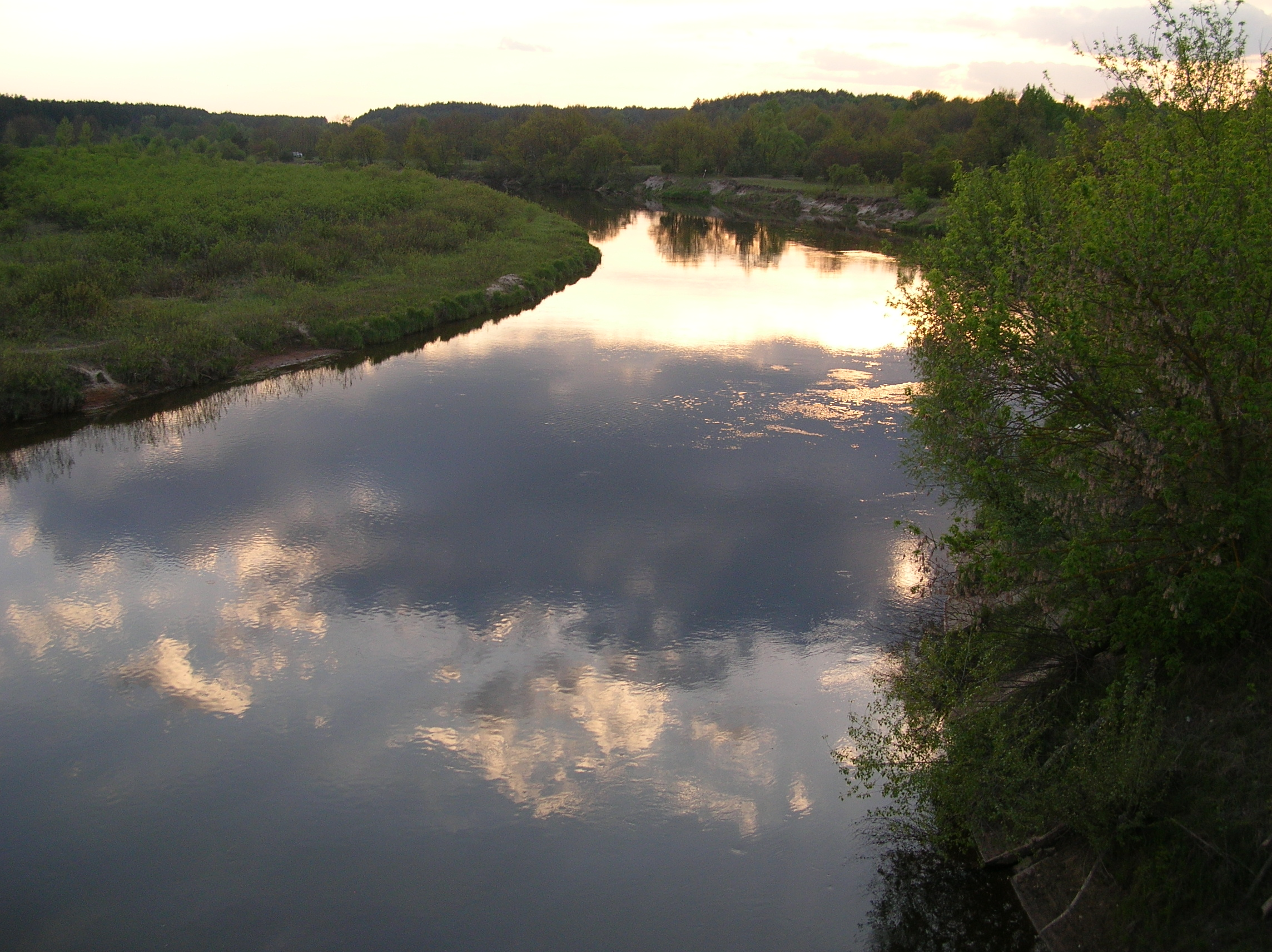
Уж у Чорнобилі поблизу впадіння у Прип'ять